# Апатин-Капошварская операция
Апатин-Капошварская наступательная операция — фронтовая наступательная операция советских войск в Великой Отечественной войне, проведённая 7 ноября — 10 декабря 1944 года 3-м Украинским фронтом под командованием маршала Советского Союза Ф. И. Толбухина для содействия наступлению войск 2-го Украинского фронта на Будапешт.
Форсирование реки Дунай и захват плацдармов у Батины и Апатина происходили при активном участии 51-й воеводинской дивизии 12-го воеводинского корпуса НОАЮ (командир корпуса Данило Лекич). В югославской историографии это сражение получило название Батинская битва.

## План операции и силы сторон
С 29 октября 1944 года войска 2-го Украинского фронта (командующий Маршал Советского Союза Р. Я. Малиновский) перешли в наступление на Будапешт. Началась Будапештская наступательная операция. Советским войскам удалось прорваться к внешнему оборонительному обводу Будапешта, но сам город немецко-венгерским войскам группы армий «Юг» (командующий генерал-полковник Ганс Фриснер) удалось удержать. На подступы к Будапешту были переброшены значительные подкрепления с обеих сторон, сражение достигло небывалого накала и ожесточённости. Обе стороны меняли направление ударов, предпринимали контратаки и крупные контрнаступления, но очень скоро стало ясно, что имеющимися силами Будапештский оборонительный район не взять.
В связи с этим Ставкой Верховного Главнокомандования войскам 3-го Украинского фронта, закреплявшимся после завершения Белградской операции в северо-восточных районах Югославии, было приказано передать свои позиции войскам Народно-освободительной армии Югославии, передислоцироваться в южную Венгрию, занять полосу обороны по Дунаю от его слияния с Дравой до города Байя. Фронт должен был форсировать Дунай и развивать наступление по его правому берегу, имея задачей прорваться в промежуток между северной оконечностью озера Балатон и Будапештом, охватывая Будапешт с юго-запада, а также частью сил обойти озеро Балатон с юга. Срок начала операции был назначен на 7 ноября.
В данном районе занимала оборону 2-я венгерская армия (командующий генерал-полковник Йени Майор), входившая в состав группы армий «Юг». В ходе операции этот район был передан в полосу обороны группы армий «F» (командующий генерал-фельдмаршал Максимилиан фон Вейхс).
3-й Украинский фронт к началу операции располагал только одной 57-й общевойсковой армией (редчайший случай в Великой Отечественной войне), сильно ослабленным 18-м танковым корпусом и 17-й воздушной армией (командующий генерал-полковник авиации В. А. Судец), из которой также был выведен ряд частей. Поскольку для выполнения поставленных задач этих сил явно не хватало, фронту была передана 4-я гвардейская армия (командующий генерал-лейтенант И. В. Галанин) из резерва Ставки, но она находилась в южной Румынии и могла сосредоточиться в полосе фронта только к середине ноября. Общая численность войск фронта с учётом обеих армий составляла 205 370 человек.

## Начало операции. Борьба за плацдармы
Несмотря на то, что обе армии находились ещё в пути к исходным районам наступления, приказ на начало операции[какой?] отменён не был и в ночь на 7 ноября 1944 года в наступление перешла одна 57-я армия (командующий генерал-лейтенант М. Н. Шарохин) силами одного 75-го стрелкового корпуса, причём и он ещё не успел полностью сосредоточиться. Остальные части армии находились на марше. Для усиления корпуса в его оперативное подчинение были переданы три пехотные бригады Народно-освободительной армии Югославии (к сожалению, они были вооружены только стрелковым оружием и практически не имели артиллерии). В первый день советским войскам удалось с огромными усилиями захватить один небольшой плацдарм севернее города Апатин. В ночь на 9 ноября севернее хорватского села Батина был захвачен и второй плацдарм. Развернулись ожесточённые бои по расширению плацдармов и объединению их в единый плацдарм. В этих боях войскам фронта активно содействовала Дунайская военная флотилия. 13 ноября в сражение на батинском плацдарме был введён в бой 64-й стрелковый корпус 57-й армии. Но и противник ввёл в бой три немецкие пехотные дивизии и одну моторизованную бригаду. Только к 23 ноября батинский и апатинский плацдармы были объединены. На единый плацдарм были введены 6-й гвардейский стрелковый корпус и 32-я гвардейская механизированная бригада из состава 57-й армии и 4-я гвардейская армия генерала И. В. Галанина. К исходу 26 ноября плацдарм был расширен до 50 километров по фронту и 14—17 километров в глубину и был освобождён город Мохач. Наконец были созданы условия для прорыва обороны противника.

## Наступление 57-й армии
27 ноября войска 3-го Украинского фронта начали решительное наступление и в первый же день прорвали оборону измотанных в сражении венгерских войск. Единая система обороны противника была разрушена, многие его части оказались изолированы друг от друга и начали беспорядочный отход. Темпы наступления составили теперь по 20 −30 километров в сутки. Войска 57-й армии 29 ноября освободили крупный город Печ (при приближении советских войск в нём произошло восстание венгерских шахтёров), 2 декабря — город Капошвар и вышли к южной оконечности Балатона. Чтобы остановить там советское наступление, немецкое командование было вынуждено срочно ввести в бой свою 2-ю танковую армию. Пройдя свыше 100 километров, части 57-й армии вышли к оборонительному рубежу «Маргарита» между озером Балатон и рекой Дравой, где перешли к обороне. На южном берегу Дравы у города Барч (освобождён 7 декабря) советскими и югославскими войсками был образован крупный плацдарм, создавший серьёзную угрозу тылам немецкой группы армий «F». Ввиду неудачных действий командующего группы армий «F», 2-я танковая армия и вся полоса обороны немецких войск на этом направлении были вновь переданы в группу армий «Юг».

## Наступление 4-й гвардейской армии
Части 4-й гвардейской армии (18 ноября на посту командующего И. В. Галанина сменил генерал армии Г. Ф. Захаров) также успешно наступали на север. 30 ноября был освобождён город Сексард. Севернее его немецкое командование бросило в бой моторизованную дивизию, которая была быстро охвачена с флангов и вынуждена поспешно отступить. 1 декабря при содействии речного десанта Дунайской военной флотилии (см. Герьенский десант) взят город Герьен, а 4 декабря, пройдя с боями за несколько дней свыше 130 километров, армия вышла на северную оконечность Балатона и в район между Балатоном и озером Веленце. 2-я венгерская армия ввиду больших потерь была расформирована, а против советской 4-й гвардейской армии была развёрнута оборонявшаяся по Дунаю 3-я венгерская армия (командующий генерал-полковник Карой Берегфи), которая к началу декабря также оказалась разбитой. По воспоминаниям генерала Ганса Фриснера, полностью были уничтожены две пехотные дивизии и речная бригада моряков из её состава.
Только на спешно подготовленном оборонительном рубеже Балатон — Веленце немецким войскам удалось задержать советское наступление. Для этого командованию группы армий «Юг» пришлось перебросить в этот район из Будапешта 4 немецкие дивизии, в том числе танковые. Поскольку на обоих направлениях войска фронта вышли к мощным оборонительным рубежам противника, которые уже были заняты его войсками, для их прорыва требовались накопление сил, перегруппировка и пополнение боеприпасами. С 10 декабря войска фронта перешли к обороне. Операция была завершена.

## Итоги операции
Таким образом, в Апатин-Капошварской операции советским войскам 3-го Украинского фронта удалось сковать и ослабить значительные силы 2-й венгерской армии, а на завершающем этапе операции разгромить её. Была обеспечена безопасность левого фланга наступавших на Будапешт войск 2-го Украинского фронта. Более того, 3-й Украинский фронт глубоко охватил с юга весь Будапештский оборонительный район и создал условия для его окружения. Были освобождены около 10 городов и свыше 500 мелких населённых пунктов, важные промышленные районы. Был занят важный исходный район для удара по окружению Будапешта.
В начале декабря 1944 года советское командование пришло к выводу, что силами 2-го Украинского фронта не удастся решить задачу по разгрому непрерывно усиливавшейся будапештской группировки противника. Было решено объединить усилия обеих фронтов в рамках единой операции и значительно усилить 3-й Украинский фронт за счёт 2-го Украинского. После соответствующей перегруппировки и пополнения войск с 20 декабря оба фронта вновь перешли в наступление, действуя уже совместно в рамках Будапештской наступательной операции.
В ходе Апатин-Капошварской операции потери войск 3-го Украинского фронта составили 6790 человек безвозвратными и 25 460 человек санитарными. Потери немецко-венгерских войск в ходе этой операции неизвестны, но судя по характеру боевых действий, должны быть не менее советских.

### Книги
- Гостони, Петер. Кровавый Дунай. Боевые действия в Юго-Восточной Европе. 1944—1945. — М.: Центрполиграф, 2013. — ISBN 978-5-9524-5068-4.
- Михайлик, Александр Георгиевич. История боевых действий Красной Армии на территории Венгрии (сентябрь 1944 — апрель 1945 гг.) // Диссертация на соискание ученой степени доктора исторических наук. — Воронеж : Воронежский государственный педагогический университет, 2016. — 542 с.
- Директива Ставки ВГК № 220244 Командующему войсками 3-го Украинского фронта о мерах по прикрытию левого крыла 2-го Украинского фронта // Русский архив: Великая Отечественная. Ставка ВГК: Документы и материалы 1944–1945.. — М.: Терра, 1999. — Т. 16. — С. 160. — ISBN 5–300–01162–2.
- Тимофеев А. Ю. Русский фактор. Вторая мировая война в Югославии. 1941—1945. — М.: Вече, 2010. — 400 с. — ISBN 978-5-9533-4565-1.
- Штеменко, С. М. Генеральный штаб в годы войны. Освобождение Европы. — М.: Вече, 2014. — Т. 2. — 524 с. — ISBN 978-5-4444-2346-2.
- Božić, Nikola. Batinska bitka. — Beograd: Izdavačka organizacija «Rad», 1978.
- Colić, Mladenko. Pregled operacija na jugoslovenskom ratištu: 1941—1945. — Beograd: Vojnoistorijski Institut, 1988. — 493 с.
- Hnilicka, Karl. Das Ende auf dem Balkan 1944/45. Die militärische Räumung Jugoslaviens durch die deutsche Wehrmacht. — Göttingen • Zürich • Frankfurt: Musterschmidt, 1970.
- Lepre, George. Himmler's Bosnian Division: The Waffen-SS Handschar Division, 1943—1945. — Atglen, (PA): Schiffer Military History, 1997. — ISBN 0-7643-0134-9.
- Niehorster, Leo W. G. The Royal Hungarian Army, 1920-1945: Organization and history (англ.). — Axis Europa Books, 1998. — 313 p. — ISBN 9781891227196.
- Pajović, Ljubivoje[словен.]; Uzelac, Dušan; Dželebdžić, Milovan. Sremski front: 1944—1945 (сербохорв.). — Beograd: Beogradski izdavačko-grafički zavod, 1979. — 422 с.
- Pencz, Rudolf. For the Homeland: The 31st Waffen-SS Volunteer Grenadier Division in World War II. — Mechanicsburg, PA: Stackpole Books, 2010. — ISBN 978-0-8117-3582-7.
- Schmider, Klaus. Der jugoslawische Kriegsschauplatz als Eckpfeiler der südlichen Ostfront (Oktober 1944 bis Mai 1945) // Die Ostfront 1943/44 : Der Krieg im Osten und an den Nebenfronten (нем.) / Frieser, Karl-Heinz. — Stuttgart: Deutsche Verlags-Anstalt, 2007. — Bd. 8. — S. 1009—1088. — ISBN 978-3-421-06235-2.
- Ungváry, Krisztián. Kriegsschauplatz Ungarn // Die Ostfront 1943/44 : Der Krieg im Osten und an den Nebenfronten (нем.) / Frieser, Karl-Heinz. — Stuttgart: Deutsche Verlags-Anstalt, 2007. — Bd. 8. — S. 849—960. — ISBN 978-3-421-06235-2.

### Статьи
- Шарохин М.  Н., Петрухин В.  С. Форсирование Дуная войсками 57-й армии и захват оперативного плацдарма в районе Батины // Военно-исторический журнал : журнал. — М., 1961. — Вып. 2. — С. 25—36.
- Trifković, Gaj. Operacije Crvene armije u sjevernoj Jugoslaviji 1944—1945. Iz sovjetskih dokumenata (серб.) // Vojno-istoriski glasnik : Военно‐исторический журнал. — Beograd: Institut za strategijska istraživanja, 2017. — Бр. 2. — С. 205—233. — ISSN 0042-8442.
- Trifkovic, Gaj. «Brandenburg» vs Yugoslavia 1941—1945 (англ.) // Војноситоријски гласник : журнал. — Белград: Институт за стратегијска истраживања, 2021. — Iss. 2. — P. 84—120. — ISSN 0042-8442.

### Веб-ресурсы
- Журнал боевых действий войск штаба 57 А : 01—30 ноября 1944 года. Память народа 1941—1945. МО РФ (1944). Дата обращения: 21 января 2021.
- Сводки Совинформбюро за ноябрь 1944 года. Солдат.ru. Ивлев, Игорь Иванович. Дата обращения: 21 января 2021.
- Характеристики соединений и отдельных частей противника, действовавших перед фронтом 57-й армии в период с 10.11. по 10.12.44 года // Журнал боевых действий войск штаба 57 А : 01—31 декабря 1944 года. Память народа 1941—1945. МО РФ (1944). Дата обращения: 21 января 2021.
- Форсирование р. Дунай и захват плацдармов у Батина и Апатин. Период с 07.11.1944 по 29.11.1944 г. Память народа 1941—1945. МО РФ (1944). Дата обращения: 14 октября 2021.